# Wassernutzungsindex
Der Wassernutzungsindex ist eine relevante Kennzahl der Wasserwirtschaft, um die Wasserverfügbarkeit von Süßwasser in einer Region oder einem Land zu beurteilen. Daneben wird er verwendet als Maßstab für das Entstehen von Wasserstress, einer Vorform der Wasserknappheit. Sein Wert berechnet sich aus dem Verhältnis der Wasserentnahmen aller Wassernutzer zum Wasserdargebot. In der EU wird er als Water exploitation index, plus (WEI+) bezeichnet.

## Berechnung
Basis der Berechnung ist die erneuerbare Wasserressource, dem Jahreswert für das Wasserdargebot an Süßwasser. Diese besteht aus zwei Teilen: der Grundwasserneubildung und dem oberirdische Abfluss, der von außen in das betrachtete Gebiet einströmt. Der erste Teil berechnet sich aus der Differenz von Niederschlag und Evapotranspiration, also der Verdunstung, die vom Boden und den Pflanzen in die Erdatmosphäre aufsteigt. Der Wassernutzungsindex ergibt sich dann als Verhältnis der gesamten Wasserentnahmen zur erneuerbaren Wasserressource.

## Wasserstress
Übersteigt die Entnahme den Wert von 20 % – 25 % beginnt Wasserstress, weil die verfügbaren Süßwasserressourcen die Wassernachfrage nicht mehr ausreichend decken können. Es treten erste Engpässe bei der Wasserversorgung auf und das Risiko für Umweltprobleme und wirtschaftliche Schwierigkeiten steigt.
Mit einem Wassernutzungsindex von 40 % wird der Zustand von Wasserknappheit erreicht, der verschiedene Ursachen haben kann. Generell wird das Dargebot durch den Klimawandel beeinflusst und macht sich durch steigende Temperaturen und veränderte Niederschlagsmuster bemerkbar. Übermäßiger Wasserverbrauch in der Landwirtschaft, der Industrie und der Trinkwasserversorgung lässt die Wasservorräte im Boden und in den Gewässern schrumpfen. Zusätzlich kann die Verschmutzung von Süßwasserquellen durch Chemikalien und Industrieabfälle eine Ursache sein, da kontaminiertes Wasser für verschiedene Zwecke nicht mehr nutzbar ist. Dadurch kann sich der Wasservorrat nicht mehr vollständig regenerieren und die Menge an trinkbarem Süßwasser verringert sich.

## Wasserstress UNESCO
Neben dem technischen Ansatz als Wassernutzungsindex wird von der UNESCO ein demografischer Ansatz verfolgt und definiert  „Wasserstress“ über den Falkenmark-Wasserstress-Index. Er berechnet sich über den Quotient aus erneuerbarer Wasserressource und der Einwohnerzahl des Landes bzw. der Region. Ergibt sich dabei ein Wert von weniger als 1.700 m³  Süßwasser pro Kopf und Jahr wird von Wasserstress ausgegangen. Sinkt der Wert weiter folgt die Wasserknappheit, der Wassermangel bis hin zum Wassernotstand.